# Clodomir
Clodomir ou Chlodomir ( ou Chlodomer), « Illustre célébré » ou « celui qui est fameux pour sa gloire », hlod (gloire / illustre) et mir, mer (fameux / célébré) en vieux-francique, est roi des Francs et du royaume d'Orléans de 511 à 524. Il est né vers 495 ou 496 et est mort le 25 juin 524 durant la bataille de Vézeronce, opposant Clodomir aux Burgondes sous le règne de Godomar III.

## Généalogie
Il est le second des quatre fils qu'auront Clovis Ier et Clotilde . Ses trois frères sont Thierry (Theudericus), Childebert (Childebertus) et Clotaire (Chlothacharius, également Lothaire ou Clotaire le Vieux).
Il épouse Gondioque (Guntheuca), née environ en 495 et morte en 532 .
Cette dernière lui donnera trois fils : Théodoald, Gonthaire (Gunthar) et Clodoald (Chlodoald) plus connu sous le nom de Saint Cloud.

## Biographie

### Un baptême prématuré
Ingomer « grande race » ou « descendant illustre » (illustre Ingvaeon, ancienne tribu franque), premier fils de Clovis et Clotilde, était mort en bas âge, après avoir été baptisé à l'initiative de Clotilde « dans les vêtements blancs, ceux mêmes dans lesquels il avait été régénéré », sans prendre conseil ou consultation auprès de Clovis. Dans les sociétés germaniques, l'organisation sociale est matrilinéaire, voire matriarcale, les reines germaniques furent donc habituées à commander. Clovis, encore païen, reprocha à la reine : « Si l’enfant avait été voué à mes dieux, il vivrait encore ; mais comme il a été baptisé au nom de votre Dieu, il n’a pas pu vivre ». Clotilde répondit : « Je rends grâce à Dieu tout puissant, Créateur de toutes choses, qui ne m’a pas jugée indigne de voir associé à son royaume l’enfant né de mon sein. Cette perte n’a pas affecté mon âme de douleur, parce que je sais que les enfants que Dieu retire du monde, quand ils sont encore dans les aubes, sont nourris de sa vue ». Cette croyance en la résurrection des enfants baptisés prouve qu'elle était sensible aux débats religieux de son temps. La mort des nouveau-nés étant courante, la notice du prêtre Gennade de Marseille résumant l'œuvre de saint Augustin préconisait de les faire baptiser afin de sauver leurs âmes. Clotilde décida du baptême de Clodomir après sa naissance, en 495, pour que son fils puisse être sauvé en cas de mort prématurée. Clodomir tomba malade et Clovis réprimanda Clotilde de lui avoir administré un baptême chrétien : « Il ne peut pas lui arriver autre chose que ce qui est arrivé à son frère ; après avoir été baptisé au nom de votre Christ, il mourra aussitôt ». Mais Clotilde pria Dieu et Clodomir guérit.

### Succession au trône: le partage du royaume

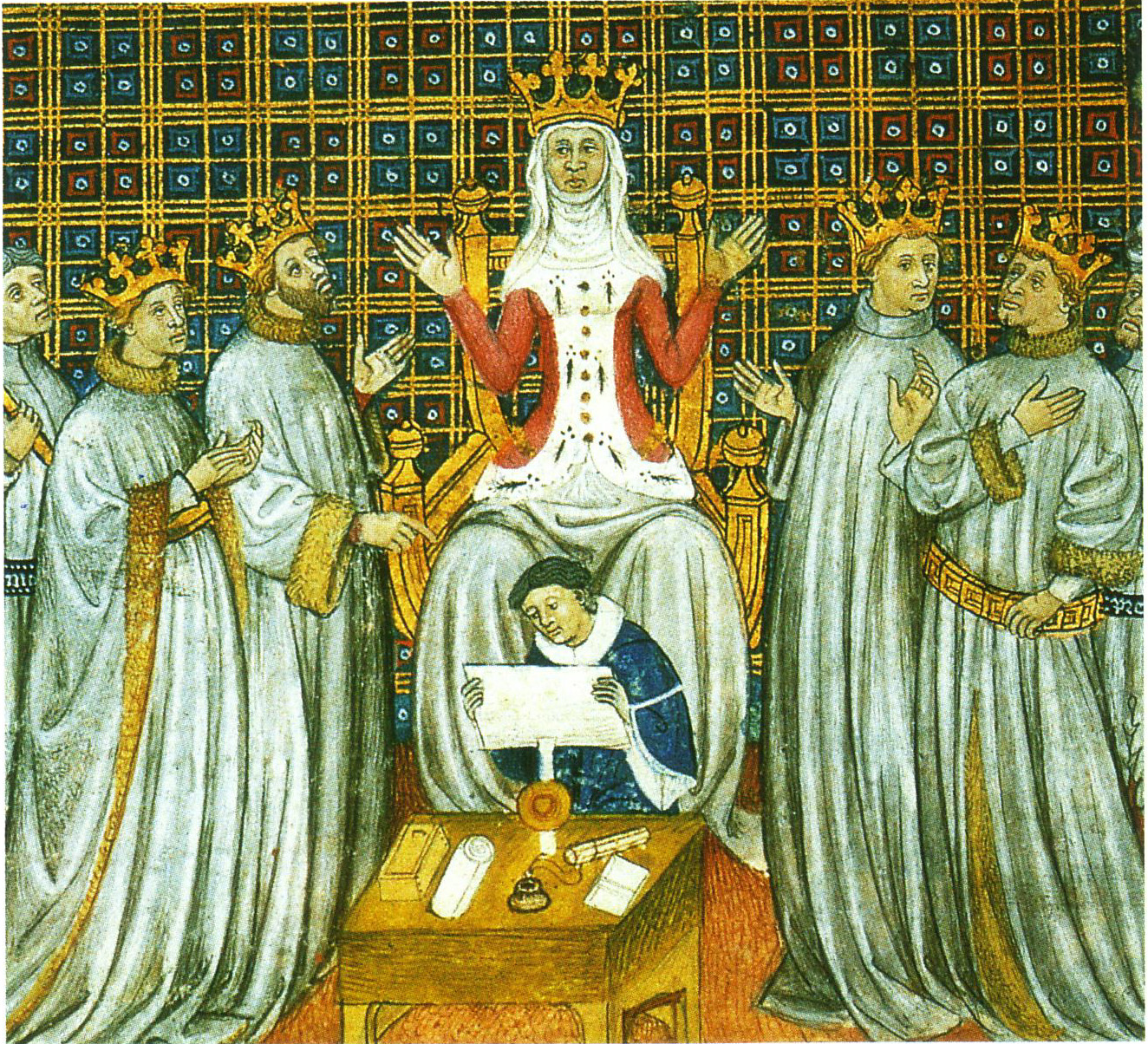
Partage du royaume franc entre les quatre fils de Clovis. Grandes Chroniques de Saint-Denis. Toulouse, bibliothèque municipale, France.

À la mort de son père, en 511, Clodomir partage le royaume des Francs avec ses trois frères Thierry, Childebert et Clotaire. Thierry, l'aîné, bien que né d'une épouse de second rang, fut largement avantagé en raison du droit de la mère (Mutterrecht), une princesse franque rhénane. Clodomir partagea la moitié du royaume de Clovis avec ses deux autres frères. C'est le royaume d'Orléans, taillé dans l'ancien royaume de Syagrius qui lui échoit. Ce royaume fut le seul composé d'un seul bloc situé à cheval sur la Loire avec comme capitale Orléans, ville conciliaire en 533, 541, 549 et comportant notamment les évêchés de Tours, Poitiers et d'Orléans, ainsi que la ville de Bourges et le Limousin.

La division de la Gaule en 511. Le royaume de Clodomir est en rouge.

S'il passa son règne à guerroyer, il s'occupa aussi des affaires du royaume. Héritant des fonctions de magister militum que leur conférait l'empire romain, les rois francs peuvent désigner les évêques. Ainsi, en 522 il nomma à la tête de l'évêché de Tours Ommatius, à la suite de la mort de Dinifius.

### Guerre contre les Burgondes

#### Faidede Clotilde et expansion duregnum Francorum
En 523-524, Sigismond, roi des Burgondes, devenu veuf, se remaria avec une femme probablement catholique. De son premier mariage avec une fille de Théodoric le Grand, roi des Ostrogoths, il avait eu un fils nommé Sigéric, âgé d'une vingtaine d'années. Ce dernier, arien et possible héritier de Théodoric, aurait pu unifier les royaumes burgondes et ostrogoth s'il n'était pas devenu un obstacle pour les futurs enfants de la nouvelle épouse de Sigismond. En effet, elle profita d'un jour de cérémonie pour revêtir les vêtements de la reine Aréagni mère de Sigéric. Celui-ci lui reprocha sa tenue et elle en profita pour faire croire à Sigismond qu'il voulait le tuer pour s'emparer de son royaume et l'unifier à l'Italie. Sigismond, pratiquant une politique catholique probyzantine et antiostrogothique, se laissa aveugler par sa nouvelle épouse : il profita qu'un après-midi son fils était ivre pour lui conseiller de dormir. Il ordonna alors à deux de ses serviteurs de l'étrangler avec un mouchoir, qu'ils tirèrent chacun de leur côté. À peine son fils était-il mort, que le père regretta son geste par des pleurs et en se jetant sur le corps de son fils.
Le meurtre obligea Théodoric à appliquer une faide (vengeance obligatoire de tradition germanique) en faisant la guerre contre la Burgondie. Sigismond fit alors marier Suavegothe, la fille qu’il avait eu de son premier mariage, à Thierry Ier, renouvelant l’alliance des Burgondes avec les Francs rhénans. Clotilde, estimant Sigismond indigne de régner, profita de l'événement pour pratiquer une faide et venger la mort de Chilpéric II, de sa mère et de ses deux frères. Elle envoya ses fils venger l'outrage ; Thierry, n'étant pas le fils de Clotilde et ayant épousé la fille de Sigismond, n'eut pas à y participer. Clodomir, dont le royaume était limitrophe avec la Burgondie, et ses deux frères se joignirent dans une expédition contre les Burgondes. Les Francs et les Ostrogoths négocièrent la guerre. Clodomir voulut qu'en plus de partager le royaume en deux entre les vainqueurs, une amende de composition ou wergeld fût prévue en cas de non-participation d'une des parties à la guerre. En effet, Théodoric avait le devoir d'exercer la faide mais aussi de protéger ce royaume servant de glacis. Il ordonna donc au duc Tuluin de marcher avec lenteur et de ne se presser qu'en cas de victoire des Francs. Après leur victoire, les Francs reprochèrent aux Ostrogoths d'être arrivés en retard. En réponse, ils prétextèrent que les embûches des montagnes avaient ralenti leur course et payèrent l'amende de composition. Les Ostrogoths récupérèrent ainsi la moitié de la Burgondie, comprenant cinq cités au sud de la Drôme.

#### Contre-offensive burgonde et mort de Clodomir

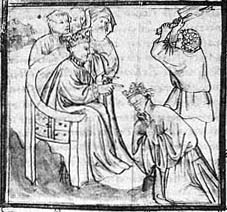
Clodomir supervise l'exécution de Sigismond, roi de Burgondie. Grandes Chroniques de France. Valenciennes, bibliothèque municipale, Manuscrit 637,.

Sigismond, qui s'était réfugié à Saint-Maurice d'Agaune après avoir été détrôné et remplacé par Godomar suivant la coutume liée au hendinos (chef de guerre), fut livré aux Francs par les Burgondes en habit monastique avec sa famille. Clodomir rentra à Orléans, mais le frère de Sigismond, Godomar III, revint triomphant en Burgondie à la tête des troupes envoyées par son allié et parent, le roi ostrogoth Théodoric le Grand. Là, il fit massacrer la garnison que les Francs avaient laissée. L'abbé Avit de Saint-Mesmin de Micy, parent d'Avit de Vienne, avertit Clodomir que la faide allait se retourner contre lui. Clodomir fit alors assassiner Sigismond, sa femme et les fils de ce dernier le 1er mai 524. Il ordonna que leurs corps fussent jetés dans un puits, comme il avait été fait avec la mère de Clotilde. La scène se produisit à Saint-Péravy-la-Colombe, au lieu-dit Saint-Sigismond.
Clodomir se lança ensuite dans une seconde expédition contre les Burgondes en compagnie de Thierry. Il fut tué lors de la bataille de Vézeronce le 25 juin 524 après avoir été trompé par des adversaires qu'il poursuivait. Conformément à la loi salique, sa tête fut tranchée et plantée au bout d'une lance, en signe d'accomplissement d'une faide. Godomar III récupéra alors son royaume pour dix ans,, jusqu'à ce que, en 534, Clotaire, Childebert et Thibert, sans Thierry qui matait des révoltes en Auvergne, menèrent une expédition en Burgondie, s'emparèrent d'Autun, puis mirent en fuite Godomar III, qui disparut on ne sait où. Le royaume burgonde fut alors partagé entre les vainqueurs.

## La succession: coutumes barbares plutôt que droit légal
Les trois fils de Clodomir furent recueillis par sa mère tandis que sa veuve, Gondioque, épousa Clotaire ; mais cela ne suffit pas pour que ce dernier obtienne le territoire de son défunt frère : la loi salique imposait le partage du royaume entre les fils de Clodomir.
En 524, Childebert, craignant que la reine mère mît les enfants de Clodomir sur le trône, invita Clotaire à Paris pour élaborer un accord. Voulant récupérer le territoire de leur défunt frère, ils décidèrent de tondre ou tuer leurs neveux. Les cheveux longs, symbole de royauté chez les Francs, finissant toujours par repousser, Thibaut, Gonthier et Clodoald auraient pu revendiquer le trône un jour ou l'autre. Aussi, pour légitimer leur forfait, ils envoyèrent Arcadius, petit-fils de Sidoine Apollinaire, auprès de Clotilde avec une paire de forces (ciseaux) et une épée nue. Il demanda alors à la reine ce que devaient faire ces fils avec leurs neveux : les laisser vivre avec les cheveux coupés ou les égorger. La coutume germanique non-écrite reconnaissait une autorité de chef de la lignée à la reine, le mutterrecht (droit de la mère). Or dans la tradition germanique, le mode de succession des rois sur le trône, la tanistrie (nom celtique désignant la succession par le cadet et non par le fils), se faisait entre frères, de l'aîné au benjamin, puis aux oncles et aux neveux. Le risque de la tonte pouvait engendrer une guerre civile, aussi il était de son devoir de laisser s'appliquer la tanistrie. Écœurée, Clotilde répondit que s'ils ne devaient pas régner, alors elle préférait les voir morts que tondus.

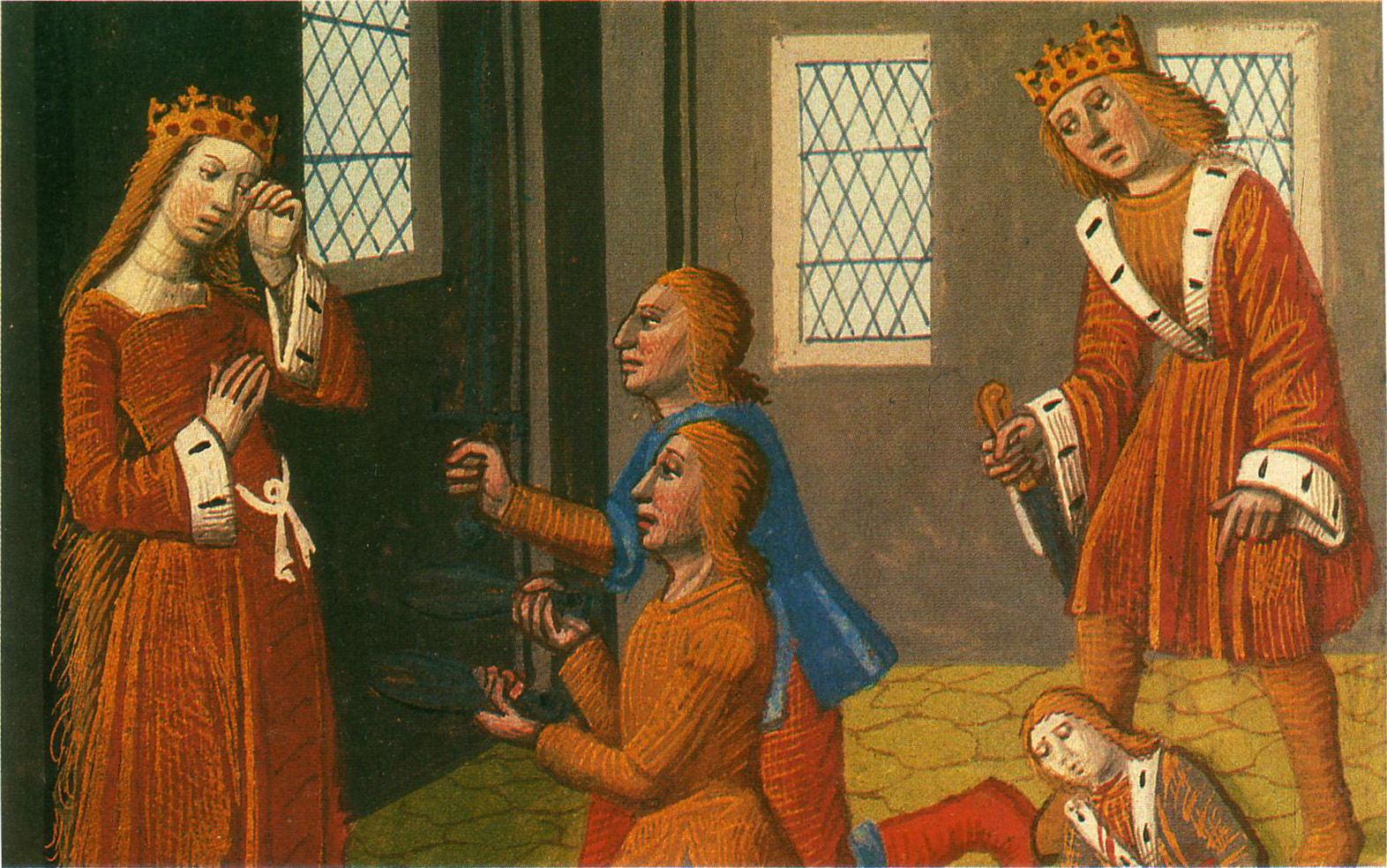
Assassinat de Thibaut et Gonthier. Manuscrit du XVe siècle. Chroniques de France, bibliothèque nationale, Paris.

Les deux oncles massacrèrent les enfants de Clodomir. Clotaire assassina Thibaut d'un coup de couteau dans l'aisselle. Gunthar se jeta aux pieds de Childebert qui se mettait à pleurer et faillit céder aux suppliques de son neveu, mais Clotaire lui fit remarquer qu'il était à l'initiative de l'entreprise. Childebert rejeta alors Gonthier contre son frère, qui l'égorgea. Thibaut et Gonthier avaient respectivement dix et sept ans. Clodoald resta en vie parce qu'il parvint à s'enfuir.
Mieux connu sous le nom de saint Cloud, il devint par la suite abbé de Nogent, lieu qui prit ensuite le nom de Saint-Cloud, ayant préféré renoncer à la royauté plutôt qu'à la vie, il se fit tondre les cheveux.
Clotilde emporta les corps de ses deux petits-fils sur un brancard et les fit enterrer dans l'église saint-Pierre aux côtés de Clovis et de sainte Geneviève.
Clotaire et Childebert purent alors se partager librement le territoire de leur frère. Thierry capta lui aussi une partie de l'héritage et récupéra l'Auxerrois, le Berry et le Sénonais.